# 301

## Evenimente
Armenia - primul stat care a adoptat oficial crestinismul

## Nașteri
- dată necunoscută: Macarie Egipteanul  (d. 391)
- dată necunoscută: Aelia Eudoxia împărăteasă romană din 395 până în 404 (d. 404)
- dată necunoscută: Anatolie al Constantinopolului arhiepiscop și apoi patriarh al Constantinopolului (d. 458)
- dată necunoscută: Palladius  (d. ?)
- dată necunoscută: Sfântul Telemah  (d. 404)
- dată necunoscută: Patroclus  (d. 426)

## Decese
- dată necunoscută: Porfir (filozof)  (n. 233)
- dată necunoscută: Palladius  (n. ?)
- dată necunoscută: Bretanion de Tomis  (n. ?)